# Stawiszyn
Stawiszyn – miasto w Polsce położone w województwie wielkopolskim, w powiecie kaliskim, w Kaliskiem, na Wysoczyźnie Kaliskiej, nad Bawołem (Czarną Strugą), w aglomeracji kalisko-ostrowskiej, siedziba gminy Stawiszyn. Stawiszyn uzyskał lokację miejską w 1291, zdegradowany w 1870, ponowne nadanie w 1919 roku.
Miasto królewskie należało do starostwa stawiszyńskiego, pod koniec XVI wieku leżało w powiecie kaliskim województwa kaliskiego. W latach 1975–1998 miasto administracyjnie należało do województwa kaliskiego.
Według danych z 31 grudnia 2024 miasto liczyło 1353 mieszkańców.

## Dane ogólne
Stawiszyn jest najmniejszym pod względem powierzchni miastem w Polsce (0,99 km²). Ośrodek usługowy dla rolnictwa; drobny przemysł odzieżowy i spożywczy. Przez miasto przebiega droga krajowa nr 25 Konin–Kalisz.
Działalność duszpasterską prowadzą: kościół rzymskokatolicki i Kościół Ewangelicko-Augsburski.

## Historia

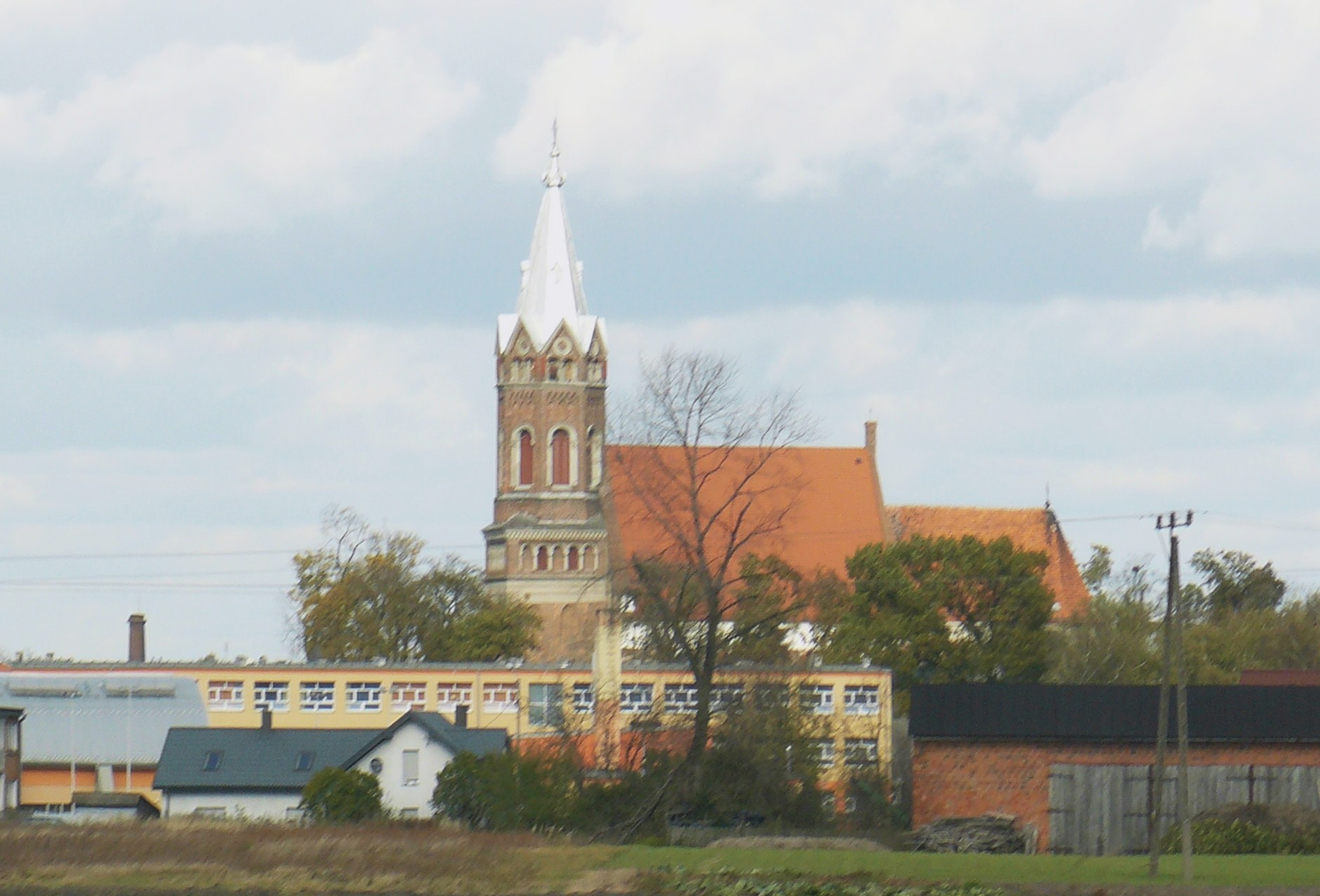
Kościół w Stawiszynie (październik 2010)

Nazwa miasta wzmiankowana jest od końca XIII wieku jako Stavissin 1291 (nadanie praw miejskich) lub Stavischin 1294. Zniszczony w 1306 roku przez Litwinów, a w 1331 roku spalony przez Krzyżaków. Na wyprawę malborską w 1458 roku posłał 15 zbrojnych. Król Kazimierz III Wielki wybudował tu w XIV wieku zamek królewski, zniszczony w połowie XVII wieku podczas najazdu szwedzkiego, a na jego fundamentach wzniesiono w latach 1785–88 kościół ewangelicki.
W końcu XIII w. miasto posiadało obwarowania drewniano-ziemne, w połowie XIV wieku Stawiszyn otrzymał mury obronne, których budowę przypisuje się Kazimierzowi Wielkiemu. Zakończyło to proces ukształtowania przestrzennego miasta. Był to przypadek tzw. śląskiego schematu rozplanowania, polegającego na rozwidleniu szlaku na dwie równoległe do siebie ulice, zbiegające się przy przeprawach. Nadało to miastu charakterystyczny plan z owalnicowym jądrem. To owalne jądro stanowi najstarszy element przestrzenny Stawiszyna, wokół którego zostały wytyczone ulice. W jego centrum ulokowano czteroboczny rynek, a z jego narożników przeprowadzono 8 ulic. Natomiast przy murach miejskich biegły ulice obwodowe. Sieć uliczną miasta dopełniły ulice boczne, które podzieliły obszar miasta na bloki różnej wielkości i kształtów.
Po roku 1331 do 1793 r. miasto było siedzibą starostwa niegrodowego. Miasto zachowało obowiązek udzielania stacji. Od XV wieku do połowy XVII wieku był jednym ze znaczniejszych miast w Wielkopolsce, jednak poważne zniszczenia w 1656 roku podczas najazdu szwedzkiego zakończyły okres rozwoju. Był miastem królewskim Korony Królestwa Polskiego. Na początku XVIII wieku w ostatnim okresie swojego życia, w nieistniejącym już kościele kanoników Ducha Świętego działał Bolesław Gwidon Jaśniewicz – tamże pochowany.
12 lutego 1813, dzień przed bitwą pod Kaliszem, pod Stawiszynem doszło do starcia kilkusetosobowego oddziału pułkownika Gabriela Józefa Biernackiego z przednimi oddziałami rosyjskimi dowodzonymi przez gen. Wintzingerode; Polacy ponieśli klęskę, a ich ranny dowódca dostał się do niewoli.
Stawiszyn utracił prawa miejskie w 1870 r. decyzją administracji rosyjskiej. Ponownie posiada prawa miejskie od 1919 roku.
Przed II wojną światową mieszkało tu wielu Żydów. Autorzy wydanego w 1883 roku Słownika geograficznego Królestwa Polskiego i innych krajów słowiańskich we wpisie dotyczącym Stawiszyna oprócz istnienia drewnianej synagogi wzmiankowali: „140 domów, 1924 mieszkańców (w tej liczbie 238 protestantów, 4 prawosławnych, 609 żydów). 1857 r. 169 domów (4 murowane), 1550 mieszkańców (364 żydów i 201 Niemców)”. W 1884 roku w miejscowości żyło 656 wyznawców judaizmu, co stanowiło 31% wszystkich mieszkańców. Podczas spisu powszechnego z 1921 roku 672 mieszkańców (26%) zadeklarowało pochodzenie żydowskie. W 1940 roku część z nich naziści deportowali do Kalisza, pozostałych wywieziono do getta w niedalekim Koźminku. Większość stawiszyńskich Żydów zginęła w lipcu 1942 roku w obozie zagłady w Chełmnie nad Nerem.

## Demografia

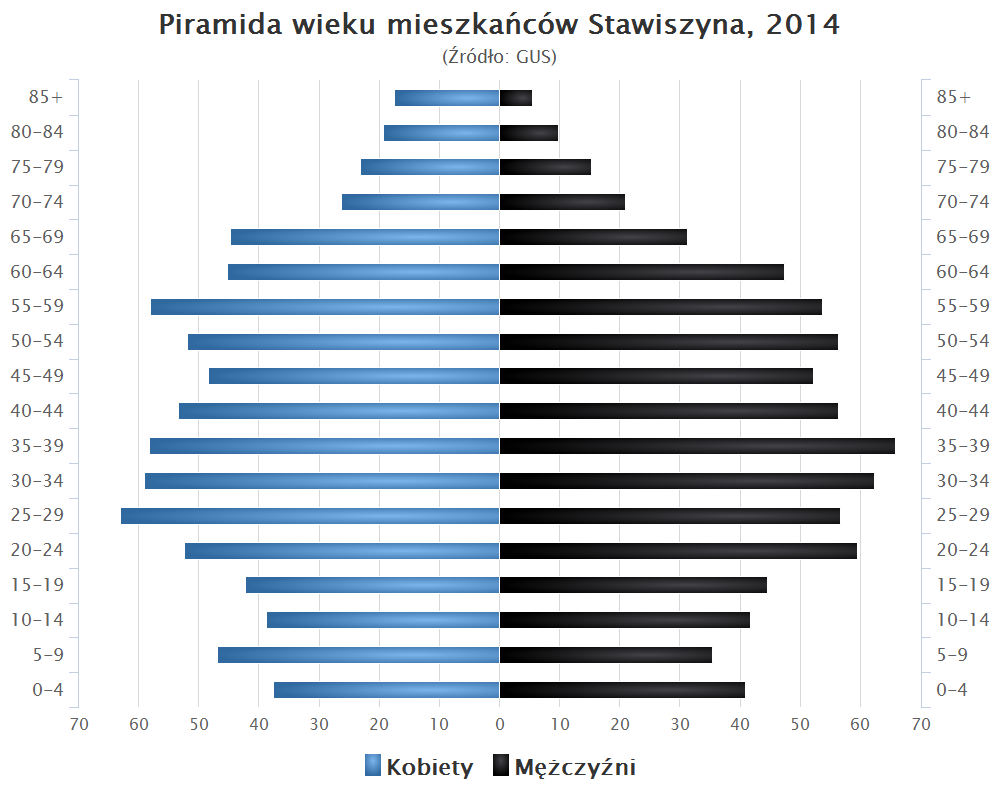
Piramida wieku mieszkańców Stawiszyna w 2014 roku

## Stowarzyszenia
Na terenie Gminy i Miasta działa od 15 października 2012 r. Stowarzyszenie „Stawiszyn Moje Miasto Moja Gmina”, które jako jeden z celów stawia sobie pomnażanie dorobku artystycznego i kulturalnego gminy i miasta. Stowarzyszenie organizuje festyny, zawody sportowe, zbiórki i loterie oraz spotkania przyczyniające się do prezentacji i popularyzacji lokalnych zespołów artystycznych oraz do kulturalnej integracji mieszkańców.

## Zabytki

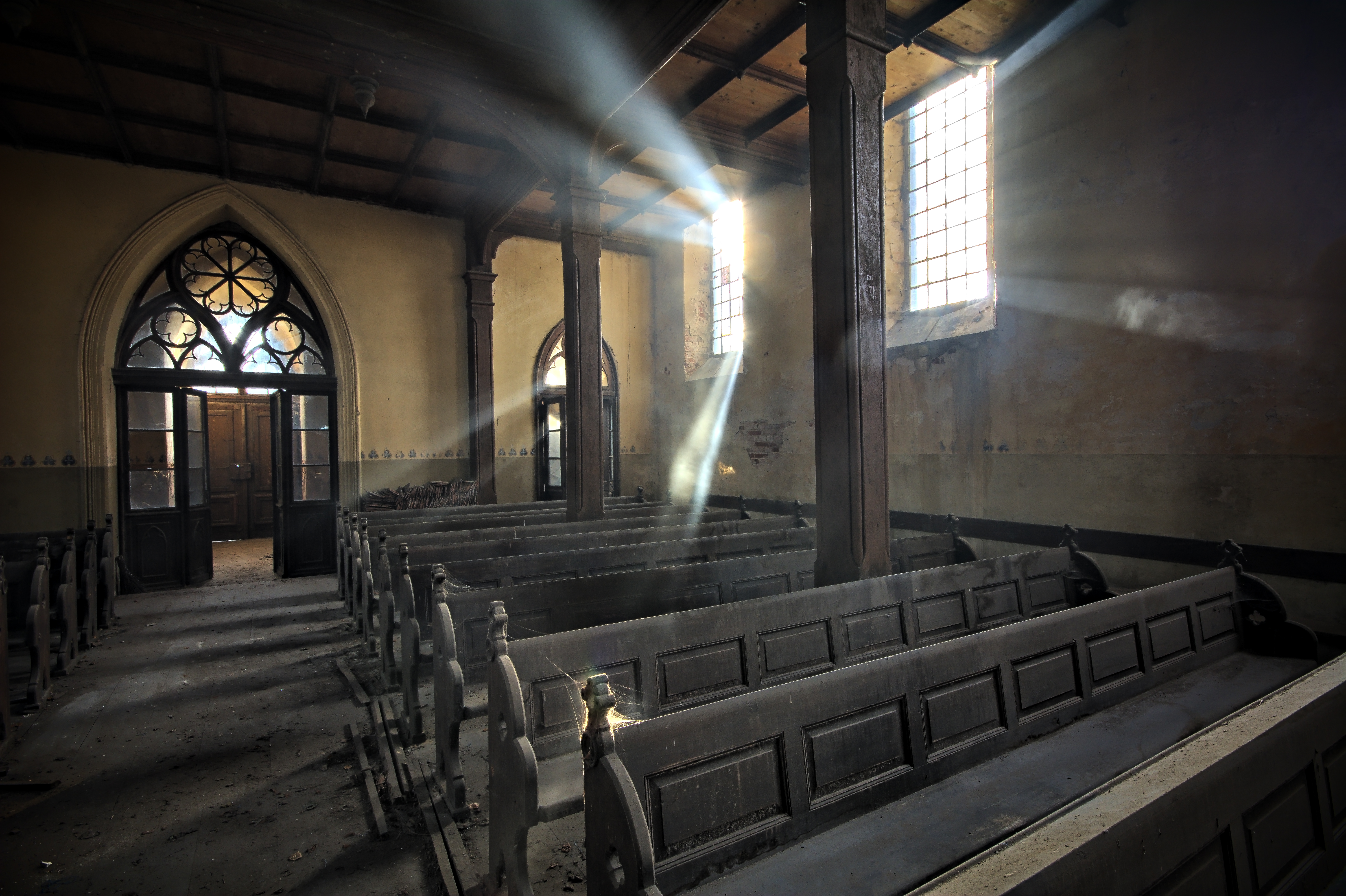
Wnętrze nieczynnego kościoła ewangelicko-augsburskiego

- gotycki kościół pw. św. Bartłomieja Apostoła z XIV wieku,
- ratusz (XIX w.),
- neogotycki kościół ewangelicko-augsburski z 1844 (nieczynny),
- cmentarz ewangelicki z licznymi nagrobkami.

## Współpraca
- Drebach
- Sireți[4]